# Грёнланн (станция метро)
Станция «Грёнланн» (норв. Grønland stasjon — «станция „Гренландия“») — станция 1-й очереди метрополитена Осло, расположенная в одном километре от центра. Станция была открыта в 22 мая 1966 года и переделана в 1980-х — 1990-х годах; сегодня она украшена в белые и жёлтые тона.